# Neferuszi
Neferuszi ókori egyiptomi település volt a felső-egyiptomi 16. nomoszban, Ma-hedzsben, a mai El-Asmunein és El-Kuszejja városoktól északra.
Első említése Hebenuból maradt fenn, egy óbirodalmi sírból, ahol említik Hathort, mint Neferuszi úrnőjét. A középbirodalom idején többször is említik Beni Haszán-i sírokban, ahol szintén a neferuszi Hathor neve részeként fordul elő; a Beni Haszán-i 2-es sírban, Amenemhat nomoszkormányzó sírjában a neferuszi Hathor papnőjeként említik a kormányzó feleségét, Hotepet úrnőt. Itt zajlott a második átmeneti kor végén a neferuszi csata Kamosze fáraó és a megszálló hükszosz seregek között; ez az első dokumentált eset az egyiptomi hadtörténetben, amikor harci szekereket vetettek be. A fáraó győzelmi sztéléjén „ázsiaiak fészkeként” írja le a várost. A hadjárat során Kamosze elpusztította Neferuszit.
újbirodalmi polgármesterei közül név szerint ismert Iuno, Mahu, Iamunefer és Pahahauti.
Gaston Maspero szerint a mai Etlidem falu területén helyezkedett el, Minjától 27 km-re délre, Georges Daressy szerint pedig a mai Balanszúra falu helyén, a Bahr Juszuf csatorna mellett, Abu Kirkasztól 12 km-re.

## Neve hieroglifákkal
| nfr | w | s | niwt |

| nfr | w | s | niwt |

| nfr | w | s | niwt |

| nfr | w | s | niwt |

| nfr | f · r | V1 · s | y · niwt |

| nfr | f · r | V1 · s | y · niwt |

| nfr | f · r | V1 · s | y · niwt |

| nfr | f · r | V1 · s | y · niwt |

| nfr | w | z · niwt |

| nfr | w | z · niwt |

| nfr | w | z · niwt |

| nfr | w | z · niwt |

| nfr | f · r | z · t · niwt |

| nfr | f · r | z · t · niwt |

| nfr | f · r | z · t · niwt |

| nfr | f · r | z · t · niwt |

## Fordítás
- Ez a szócikk részben vagy egészben  a   Nefrusy című angol Wikipédia-szócikk ezen változatának fordításán alapul.  Az eredeti cikk szerkesztőit annak laptörténete sorolja fel. Ez a jelzés csupán a megfogalmazás eredetét és a szerzői jogokat jelzi, nem szolgál a cikkben szereplő információk forrásmegjelöléseként.